# Firass Abiad
Firass Abiad (arabe : فراس الأبيض ; né en 1970 à Londres, est un politicien libanais et médecin qui occupe le poste de Ministre de la Santé de 2021 à 2025,. Abiad est considéré comme la voix du secteur de la santé libanais depuis le début de la pandémie de Covid-19.

## Jeunesse et éducation
Abiad est né à Londres.
Il a poursuivi une carrière académique au sein de l'Université américaine de Beyrouth, ainsi que dans des institutions au Royaume-Uni et aux États-Unis. Abiad a obtenu son diplôme de médecine de l'Université américaine de Beyrouth en 1993, et un Master en administration des affaires de la même université en 2013.

## Carrière
Abiad a commencé sa carrière en Arabie Saoudite, où il a travaillé pendant une décennie au Specialized Medical Center Hospital à Riyad. Il est rentré à Beyrouth en 2010, devenant chirurgien gastrointestinal et chirurgien bariatrique au Centre médical de l'Université américaine de Beyrouth et professeur, un poste qu'il occupait toujours en octobre 2021. Il a travaillé comme consultant au département de chirurgie générale du Specialized Medical Center Hospital entre 2001 et 2011.
En 2015, Abiad a été nommé président du conseil d'administration de l'Hôpital universitaire Rafik Hariri (HURH), le plus grand hôpital public du Liban. Ces institutions sont souvent influencées par des facteurs politiques, avec des conseils de gestion nommés par des partis sectaires selon des pratiques traditionnelles de partage des quotas. Robert Sacy, responsable de la pédiatrie et de la néonatologie à l'hôpital public de Karantina, a noté que les partis politiques nomment généralement des individus pour gérer les hôpitaux gouvernementaux en fonction de leur affiliation politique plutôt que de leurs qualifications. Bien que certains considèrent Abiad comme étant aligné avec le Courant du futur, dirigé par Saad Hariri, ses associés affirment qu'il est une exception dans ce contexte politisé. Hariri a cherché à nommer Abiad ministre de la Santé lors des tentatives de formation du cabinet entre octobre 2020 et juillet 2021. Moustapha Allouch, vice-président du Courant du futur, a précisé qu'Abiad n'est pas actif politiquement et n'a aucune affiliation formelle avec le parti, exprimant sa confiance qu'il n'utiliserait pas son ministère à des fins politiques. Lorsqu'il a pris la direction de l'HURH en 2015, Abiad a fait face à des pressions politiques importantes et à une institution en difficulté financière, des sources proches de lui notant son engagement à résister aux recrutements motivés par des considérations politiques. Imad Chokr, pédiatre à l'HURH, a souligné l'indépendance d'Abiad et sa capacité à prendre des décisions objectives.
Abiad a gagné en reconnaissance pour sa gestion de l'hôpital pendant la pandémie de Covid-19 au Liban. L'hôpital a été le premier au Liban à traiter des patients Covid-19 dans les quatre mois suivant la confirmation du premier cas le 21 février 2020. Il est devenu un point de référence clé dans la pandémie, adaptant sa capacité de soins de santé selon les besoins. Malgré ses précédentes difficultés, l'hôpital a connu une remarquable reprise attribuée à la direction et au soutien d'Abiad. Il a activement utilisé les réseaux sociaux pour informer le public sur la pandémie et les crises sanitaires au Liban, recevant les éloges de Georges Dabar, directeur des affaires médicales à l'hôpital privé Hôtel-Dieu. L'Orient-Le Jour a souligné qu'il est inhabituel pour une institution privée de reconnaître un hôpital public, qui fait souvent l'objet de critiques en raison de pénuries de ressources.
Christophe Martin, ancien responsable de la délégation du Comité international de la Croix-Rouge au Liban, a loué Abiad pour avoir réussi à diriger un partenariat entre l'HURH et le CICR pour soutenir les populations vulnérables, y compris les réfugiés syriens. Sous la direction d'Abiad, l'hôpital a modernisé ses installations et réduit considérablement son déficit d'ici 2019, ce qui a facilité un don de 20 millions d'euros de l'Agence française de développement. Cependant, les opinions parmi le personnel étaient partagées. Bassam Akoum, responsable du comité du personnel médical, a critiqué Abiad pour avoir négligé le bien-être des employés au milieu de conflits de salaires qui ont entraîné des grèves, tout en reconnaissant l'état désastreux de l'hôpital à son arrivée.
Abiad a reçu le titre d'« Homme de l'année 2020 » de la part de la Fédération arabe des hôpitaux (FAH), une ONG indépendante et non politique regroupant près de 500 membres de 22 pays de la région.
En 2021, Abiad a pris le rôle de Ministre de la Santé publique à une époque de grave détérioration du système de santé libanais, faisant face à des défis tels que des pénuries de médicaments, une fuite des cerveaux de personnel qualifié et l'impact continu de la pandémie de Covid-19.

## Vie personnelle
Abiad est marié à Ghina Ghaziri, gynécologue-obstétricienne au Centre médical de l'Université américaine de Beyrouth. Il a trois enfants.
Il est musulman sunnite.